# American Diner
American Diner (Diner) ist eine US-amerikanische Filmkomödie von Barry Levinson aus dem Jahr 1982. Der Film handelt von fünf Freunden, die viel Zeit zusammen verbringen und dabei hartnäckig ignorieren, dass sie langsam älter werden. Die Zeit lässt sich jedoch nicht aufhalten.

## Handlung
Baltimore, 1959: sechs Freunde, die sich seit der High School kennen, treffen sich zwischen Weihnachten und Silvester in einem Diner, einem jener typisch US-amerikanischen Schnellimbisse, die oft rund um die Uhr geöffnet sind. Sie sprechen über ihre Träume und Zukunftspläne, doch die Freunde haben sich seit den High-School-Tagen verändert.
Laurence „Shrevie“ Schreiber ist als einziger bereits verheiratet und hat bei Diskussionen immer einen leicht melancholischen Zug um die Mundwinkel. Seine Erinnerungen an die Jugend stehen in Form seiner Schallplattensammlung im heimischen Plattenregal. Er wird sehr zornig, wenn seine Frau Beth die Ordnung seiner Sammlung durcheinanderbringt. Robert Sheftell, genannt Boogie, studiert Jura und jobbt als Friseur. Um seine Spielschulden zurückzuzahlen, schließt er Wetten ab auf seine Verführungskünste. Edward Simmons will seine Verlobte heiraten, sobald sie ausreichende Kenntnisse über Football erworben hat. Dies will er mit einem 140-Fragen-Football-Quiz überprüfen. Auch William „Billy“ Howard, der in New York studiert und in Baltimore nur zu Besuch ist, denkt ans Heiraten. Aber seine schwangere Freundin Barbara zeigt mehr Interesse an ihrer Karriere. Einzig bei Fenwick, dem Problemfall der Clique, entlädt sich die latente Unzufriedenheit von Zeit zu Zeit in makabren Scherzen, blinder Aggression oder exzessivem Alkoholkonsum, wenn er zum Beispiel seinen Freunden einen Autounfall vortäuscht oder zur Weihnachtszeit die Krippenfiguren der Heiligen Drei Könige verprügelt.

## Kritiken
Roger Ebert verglich in der Chicago Sun-Times die „episodische“ Struktur des Films mit American Graffiti. Einige der gezeigten Situationen würden „unplausibel“ wirken. Der Film sei oft „sehr witzig“, wozu besonders die Dialoge beitrügen.
Das Lexikon des internationalen Films schrieb, der Film vermische „realistische Zeitzeichnung“ und „leicht verklärende Nostalgie“, wobei die „rüden“ Dialoge zum Realismus beitrügen. Er thematisiere die „Probleme des Erwachsenwerdens“.
Im Fischer Film Almanach von 1988 wurde der Film wie folgt beurteilt: „Wie Tin Men spielt auch Diner Ende der fünfziger Jahre in Baltimore, eine Reminiszenz des Regisseurs an seine Heimatstadt, die aber nicht zur nostalgischen Schönfärberei verkommt, sondern ein von den Accessoires bis hin zum Soundtrack stimmiges Zeitporträt ergibt.“
Roger Graf urteilte 1983 in der Zeitschrift Zoom Nr. 1/1983 wie folgt: „Bestechend sind neben der exzellenten Dialogregie die jungen Darsteller – allesamt neue Gesichter –, die mit ihrem subtilen, realistischen Spiel viel zum Gelingen des Films beitragen. Der junge Regisseur hat bezüglich Schauspielerführung für einen Newcomer Erstaunliches geleistet. Sein Film ist keine Abrechnung mit seiner Jugendzeit, eher eine schöne Erinnerung mit einem leicht ironischen Augenzwinkern, das aber nicht darüber hinwegtäuschen kann, dass in dieser Hommage an die fünfziger Jahre einiges an Sentimentalität mitschwingt.“

## Auszeichnungen
Barry Levinson war 1983 für das Drehbuch für einen Oscar nominiert, außerdem erhielt er eine Nominierung für den Writers Guild of America Award. Er und Mickey Rourke gewannen 1983 den Boston Society of Film Critics Award. Rourke gewann 1983 den National Society of Film Critics Award. Der Film selbst war 1983 in der Kategorie Bester Film – Komödie oder Musical für einen Golden Globe nominiert.

## Hintergrund
Gedreht wurde der Film in Baltimore. Seine Produktionskosten wurden auf 5 Millionen US-Dollar geschätzt, in den US-Kinos spielte er ca. 14,1 Millionen Dollar ein. In den US-Kinos lief er ab dem 5. März 1982; in der Bundesrepublik Deutschland kam er dagegen erst am 6. September 1990 in die Kinos, während er im Fernsehprogramm der ARD bereits am 30. November 1987 ausgestrahlt wurde.
Der Film hatte großen Einfluss auf nachfolgende Filme und war für Steve Guttenberg (Police Academy, Noch drei Männer, noch ein Baby), Daniel Stern (Kevin allein zu Haus), Timothy Daly (Die Sopranos) und natürlich auch für Mickey Rourke (9½ Wochen, Angel Heart) und Kevin Bacon (Footloose, Flatliners – Heute ist ein schöner Tag zum Sterben) sowie für Ellen Barkin (The Big Easy – Der große Leichtsinn) der Einstieg in ihre bis heute andauernde Filmkarriere. Auch für Barry Levinson (Rain Man, Banditen!) begann mit diesem Werk seine überaus erfolgreiche Karriere als Regisseur.
Der Film enthält auch die Szene, die Mickey Rourke bekannt machte. Es geht um eine Wette mit seinen Freunden. Die Filmfigur Boogie behauptet, dass ein begehrtes Mädchen, das jedoch sehr zurückhaltend auf männliche Annäherungsversuche reagiere, dennoch seinen Penis in die Hand nehmen würde. Das Ganze soll in einem Kino passieren. Beide essen Popcorn aus einer Pappbox, die Boogie auf seinem Schoß platziert hat. Ohne dass die junge Frau es merkt, steckt Boogie seinen Penis durch ein Loch im Boden der Box. Als das Mädchen wieder zugreift, hat es plötzlich sein Glied in der Hand. Seine Freunde quittieren das Schauspiel feixend.